# Richard Andrew
Richard Andrew (falecido em 1477) foi um cónego de Windsor de 1450 a 1455, arquidiácono de Sarum de 1441 a 1444 e decano de York de 1452 a 1477.

## Carreira
Ele foi nomeado:
- Primeiro diretor do All Souls College, Oxford 1437-1442
- Arquidiácono de Sarum 1441 - 1444
- Prebendário de Farringdon em Salisbury 1447
- Prebendário da Stratton em Salisbury 1449
- Prebendário de North Grantham em Salisbury 1454
- Prebendário de Warthill em York 1445
- Prebendário de Newbald em York 1449
- Decano de York 1452-1477
- Prebendário de Oxton em Southwell 1461-1476
- Secretário do Rei
- Reitor de Hayes, Kent

Ele foi nomeado para a nona bancada na Capela de São Jorge, Castelo de Windsor, em 1450, e ocupou a canonaria até 1455.